# Modrová
Modrová es un municipio del distrito de Nové Mesto nad Váhom en la región de Trenčín, Eslovaquia, con una población estimada a final del año 2024 de 472 habitantes.
Se encuentra ubicado al oeste de la región, cerca del río Váh (cuenca hidrográfica del Danubio) y de la frontera con la región de Trnava y la República Checa.

## Demografía
| Año        | 1994 | 2004    | 2014    | 2024    |
| ---------- | ---- | ------- | ------- | ------- |
| Población  | 510  | 499     | 512     | 472     |
| Diferencia |      | −2,15 % | +2,60 % | −7,81 % |

| Año        | 2023 | 2024    |
| ---------- | ---- | ------- |
| Población  | 471  | 472     |
| Diferencia |      | +0,21 % |